# Theloderma stellatum
Theloderma stellatum és una espècie de granota que es troba a Tailàndia, Vietnam i, possiblement també, a Cambodja.
Està amenaçada d'extinció per la pèrdua del seu hàbitat natural.